# Crossopalpus inculta
Crossopalpus inculta är en tvåvingeart som först beskrevs av Daniel William Coquillett 1895.  Crossopalpus inculta ingår i släktet Crossopalpus och familjen puckeldansflugor. Inga underarter finns listade i Catalogue of Life.